# Джамал Тінслі
Джамал Лі Тінслі (англ. Jamaal Lee Tinsley, нар. 28 лютого 1978, Бруклін, США) — американський професіональний баскетболіст, що грав на позиції розігруючого захисника за декілька команд НБА.

## Ігрова кар'єра
На університетському рівні грав за команду Айова Стейт (1999–2001). Ставав Найкращим гравцем року конференції Big 12 та виводив університет до чвертьфіналу турніру NCAA.
2001 року був обраний у першому раунді драфту НБА під загальним 27-м номером командою «Ванкувер Гріззліс». Проте професіональну кар'єру розпочав виступами за «Індіана Пейсерз», куди був обміняний невдовзі після драфту. Захищав кольори команди з Індіани протягом наступних 8 сезонів. 2004 року допоміг команді дійти до фіналу Східної конференції.
З 2009 по 2010 рік грав у складі «Мемфіс Ґріззліс».
Частину 2011 року виступав у складі команди Ліги розвитку НБА «Лос-Анджелес Ді-Фендерс».
Останньою ж командою в кар'єрі гравця стала «Юта Джаз», до складу якої він приєднався у грудні 2011 року і за яку відіграв 2 сезони.

## Статистика виступів в НБА

### Регулярний сезон
| Сезон             | Команда           | GP  | GS  | MPG  | FG%  | 3P%  | FT%  | RPG | APG | SPG | BPG | PPG  |
| ----------------- | ----------------- | --- | --- | ---- | ---- | ---- | ---- | --- | --- | --- | --- | ---- |
| 2001–02           | «Індіана Пейсерз» | 80  | 78  | 30.5 | .380 | .240 | .704 | 3.7 | 8.1 | 1.7 | .5  | 9.4  |
| 2002–03           | «Індіана Пейсерз» | 73  | 69  | 30.6 | .396 | .277 | .714 | 3.6 | 7.5 | 1.7 | .2  | 7.8  |
| 2003–04           | «Індіана Пейсерз» | 52  | 43  | 26.5 | .414 | .372 | .731 | 2.6 | 5.8 | 1.6 | .3  | 8.3  |
| 2004–05           | «Індіана Пейсерз» | 40  | 40  | 32.5 | .418 | .372 | .744 | 4.0 | 6.4 | 2.0 | .3  | 15.4 |
| 2005–06           | «Індіана Пейсерз» | 42  | 27  | 26.7 | .409 | .229 | .637 | 3.2 | 5.0 | 1.2 | .1  | 9.3  |
| 2006–07           | «Індіана Пейсерз» | 72  | 72  | 31.2 | .389 | .316 | .720 | 3.3 | 6.9 | 1.6 | .3  | 12.8 |
| 2007–08           | «Індіана Пейсерз» | 39  | 36  | 33.2 | .380 | .284 | .720 | 3.6 | 8.4 | 1.7 | .3  | 11.9 |
| 2009–10           | «Мемфіс Ґріззліс» | 38  | 1   | 15.5 | .371 | .179 | .815 | 1.7 | 2.8 | .9  | .1  | 3.5  |
| 2011–12           | «Юта Джаз»        | 37  | 1   | 13.7 | .404 | .270 | .765 | 1.2 | 3.3 | .5  | .2  | 3.7  |
| 2012–13           | «Юта Джаз»        | 66  | 32  | 18.5 | .368 | .307 | .692 | 1.7 | 4.4 | 1.0 | .2  | 3.5  |
| 2013–14           | «Юта Джаз»        | 8   | 5   | 13.8 | .200 | .067 | .000 | 1.4 | 2.9 | .3  | .0  | 1.1  |
| Усього за кар'єру | Усього за кар'єру | 547 | 404 | 26.6 | .393 | .299 | .716 | 2.9 | 6.1 | 1.4 | .3  | 8.5  |

### Плей-оф
| Сезон             | Команда           | GP | GS | MPG  | FG%  | 3P%  | FT%   | RPG | APG | SPG | BPG | PPG |
| ----------------- | ----------------- | -- | -- | ---- | ---- | ---- | ----- | --- | --- | --- | --- | --- |
| 2002              | «Індіана Пейсерз» | 5  | 5  | 17.6 | .421 | .000 | .667  | 2.0 | 5.0 | .4  | .0  | 3.6 |
| 2003              | «Індіана Пейсерз» | 6  | 6  | 30.8 | .571 | .615 | .500  | 3.0 | 6.5 | .7  | .0  | 8.5 |
| 2004              | «Індіана Пейсерз» | 16 | 16 | 26.4 | .398 | .296 | .938  | 2.9 | 5.0 | 1.8 | .2  | 8.1 |
| 2005              | «Індіана Пейсерз» | 9  | 9  | 27.4 | .360 | .111 | .571  | 3.3 | 5.7 | 1.6 | .3  | 8.7 |
| 2006              | «Індіана Пейсерз» | 1  | 0  | 7.0  | .333 | .000 | .000  | .0  | 1.0 | 1.0 | .0  | 2.0 |
| 2012              | «Юта Джаз»        | 4  | 0  | 16.3 | .250 | .000 | 1.000 | .5  | 3.0 | .5  | .0  | 3.8 |
| Усього за кар'єру | Усього за кар'єру | 41 | 36 | 24.8 | .398 | .293 | .720  | 2.6 | 5.1 | 1.2 | .1  | 7.1 |